# 마전군
마전군(麻田郡)은 지금의 연천군 미산면 마전리를 중심으로 연천군의 미산면과 왕징면, 백학면에 있었던 경기도의 옛 군이다.
인천 서구 마전동과는 별개다.

## 유래
원래 이름은 마전천(麻田淺) 또는 니사파홀(泥沙波忽)이다. 삼국사기 신라본기 진평왕 4년조에 마지현성(麻知峴城)이라는 이름으로 나온다.

## 역사
| Daedongyeojido (Gyujanggak) 12-03.jpg |  |
|                                       |  |

- 원래 백제 영역이었다가 고구려의 마전천현(麻田淺縣)이 되었다. 이산면 동이리의 연천당포성(漣川堂浦城)은 고고학 조사에 의하면 이 시기에 고구려에 의해 축조된 곳으로 여겨진다.[3]
- 757년(경덕왕 16년) : 이름을 임단현(臨端縣)으로 고치고 우봉군(牛峯郡)(지금의 황해북도 금천군 현내리, 옛 우봉면)의 영현으로 삼았다.
- 고려시대 들어 마전(麻田)으로 불리기 시작했다.
- 1018년(고려 현종 9년) : 장단군의 속현이 되었다.
- 1062년(고려 문종 16년) : 개성부 직속이 된 후 나중에 감무가 설치되었다.
- 1414년(조선 태종 14년) : 연천현과 합쳐서 마련현(麻漣縣)이 되었다가 다시 분할되었다.
- 1452년(조선 문종 2년) : 고려의 7왕(고려 태조 · 혜종 · 정종 · 광종 · 경종 · 성종 · 목종 · 현종)과 정몽주(鄭夢周) 등 15인의 고려시대 공신을 제사지내는 사당인 숭의전(崇義殿)을 중건하면서 군(郡)으로 승격하여 마전군이 되었다.
- 1906년 9월 24일: 장단군에서 장동면과 강동면을, 적성군에서 하북면을 편입.[4] 각각 장신면, 강신면, 하신면이 됨.
- 1914년 4월 1일 : 연천군에 합병되어 폐지되었다.
  - 당시 마전군(7개면) : 강신면, 북면, 서면, 동면, 군내면, 하신면, 화진면
  - 강신면 + 북면 + 서면 일부 + 연천군 서면 → 왕징면, 동면 + 군내면 대부분[5] + 서면 일부 → 미산면, 하신면 + 장신면 → 백학면

화진면 + 연천군 남면 → 군남면

## 같이 보기
- 연천군